# روشنی روز (رمان)
روشنی روز (انگلیسی: The Light of Day) عنوان کتابی است در ژانر معمایی از نویسندهٔ انگلیسی گراهام سویفت که در سال ۲۰۰۳ منتشر گردید. این کتاب هفت سال پس از کتاب آخرین سفارش‌ها چاپ گردید که کتاب موصوف، جایزه ادبی من بوکر را برای نویسنده‌اش به ارمغان آورد